# Kalkoma zapata
Kalkoma zapata är en fjärilsart som beskrevs av William Schaus 1921. Kalkoma zapata ingår i släktet Kalkoma och familjen tandspinnare. Inga underarter finns listade i Catalogue of Life.